# Wenatchee
Wenatchee is een plaats (city) in de Amerikaanse staat Washington, en valt bestuurlijk gezien onder Chelan County.

## Demografie
Bij de volkstelling in 2000 werd het aantal inwoners vastgesteld op 27.856.
In 2006 is het aantal inwoners door het United States Census Bureau geschat op 29.968, een stijging van 2112 (7.6%).

## Geografie
Volgens het United States Census Bureau beslaat de plaats een oppervlakte van
19,0 km², waarvan 17,8 km² land en 1,2 km² water. Wenatchee ligt op ongeveer 241 m boven zeeniveau.

## Geboren
- Tyler Farrar (2 juni 1984), wielrenner

## Plaatsen in de nabije omgeving
De onderstaande figuur toont nabijgelegen plaatsen in een straal van 8 km rond Wenatchee.